# Arthur James Jewell
Arthur James Jewell était un arbitre anglais de football des années 1930.

## Carrière
Il a officié dans des compétitions majeures : 
- JO 1936 (1 match)
- Coupe d'Angleterre de football 1937-1938 (finale)